# Richard Stammers
Richard Stammers é um especialistas em efeitos especiais britânico. Foi indicado ao Oscar de melhores efeitos visuais em três ocasiões: pelo trabalho em Prometheus (2012), X-Men: Days of Future Past (2014) e The Martian (2015).

## Filmografia
- Harry Potter and the Goblet of Fire (2005)
- The Chronicles of Narnia: Prince Caspian (2008)
- Robin Hood (2010)
- Prometheus (2012)
- X-Men: Days of Future Past (2014)
- The Martian (2015)

## Prêmios e indicações
- Indicado: Oscar de melhores efeitos visuais - The Martian (2015)
- Indicado: Oscar de melhores efeitos visuais - X-Men: Days of Future Past (2014)
- Indicado: Oscar de melhores efeitos visuais - Prometheus (2012)